# Agrypnus latissimus
Agrypnus latissimus  (лат.) — вид жуков из семейства щелкуны (Elateridae). Эндемик Мадагаскара. Длина очень широкого сплющенного тела 12,2 мм, ширина 5,4 мм. Дорзальная поверхность покрыта беловатыми чешуйками. Основная окраска чёрная; усики и ноги тёмно-коричневые. Усики короткие, достигают только середины переднеспинки. Скутеллюм в 1,6 раз шире своей длины, слегка выпуклый, грубо пунктированный. Надкрылья в 1,7 раз длиннее переднеспинки и в 1,3 длиннее своей ширины; субпараллельные в задней трети и широко округлые у вершины. От других видов своего рода отличаются опушением и необычной укороченной и широкой формой тела.
Вид Agrypnus latissimus был впервые описан в 2003 году украинским энтомологом Владимиром Гдальевичем Долиным (1932—2004; Институт зоологии им. И. И. Шмальгаузена НАН Украины, Киев, Украина) и французским колеоптерологом Ц. Жиро (C. Girard, Франция).